# Simão Nunes Curutelo
Simão Nunes Curutelo foi um fidalgo e cavaleiro medieval do Reino de Portugal, foi contemporâneo do rei D. Afonso VI de Leão. O Conde D. Pedro de Portugal menciona que Simão Curutelo teve um desafio com D. Pedro Velho frente ao Rei D. Afonso VI «o que filhou [i.e. conquistou] Toledo».

## Relações familiares
Foi filho de Nuno Nudiz. Casou com uma senhora cujo nome a história não regista de quem teve: 
1. Martim Simões Curutelo